# Guilde française des scénaristes
 (novembre 2022).
Si vous disposez d'ouvrages ou d'articles de référence ou si vous connaissez des sites web de qualité traitant du thème abordé ici, merci de compléter l'article en donnant les références utiles à sa vérifiabilité et en les liant à la section « Notes et références ».
La Guilde française des scénaristes est un syndicat fondé le 23 novembre 2010 pour les scénaristes en France.

## Historique
En 1996 est fondée la première Guilde des scénaristes afin de défendre les intérêts des scénaristes face aux demandes de réalisateurs qui souhaitaient augmenter leur part de droits de diffusion. En parallèle est fondée l’Union des scénaristes (US) qui se revendique plus proche d'un syndicat. L'US crée la Gazette des Scénaristes, revue trimestrielle (1996-2008) sur le scénario. Les deux organisations finissent par fusionner en 1999 sous le nom d’Union Guilde des scénaristes (UGS).
Certains scénaristes, estimant que les conditions d'admission de l'UGS n'étaient pas assez sélectives, décident de créer le Club des auteurs (CDA) en 2000. Les deux structures concurrentes se rejoignent néanmoins sur la plupart de leurs combats. Le CDA crée le festival Scénaristes en Série qui se tiendra à Aix-les-Bains de 2006 à 2010,. Il deviendra le Festival Série Séries qui se tient à Fontainebleau depuis 2012. En 2001, l'UGS crée l'association Séquences7 pour avoir un lieu d’accueil pour les scénaristes émergents.
En 2010, l’UGS et le CDA fusionnent sous le nom de la Guilde française des scénaristes. Elle regroupe alors environ 300 scénaristes travaillant pour les secteurs du cinéma, de la fiction TV et de l'animation. 

## Objectifs et actions
À son lancement, la Guilde française des scénaristes décide de s'attaquer au « sous-financement encore trop criant de l'écriture dans le budget des œuvres », elle souhaite également promouvoir « l'intéressement des scénaristes au succès de leurs œuvres » et « l'implication des scénaristes dans toutes les phases de création de l’œuvre. » L'accès à la formation pour les scénaristes est un autre objectif affiché. Les scénaristes n'ont accédé à la formation professionnelles qu'en 2012. La Guilde française des scénaristes fait d'ailleurs partie du conseil d'administration du Conservatoire européen d'écriture audiovisuelle et soutient la création de la Cité européenne des scénaristes dont elle est partenaire. 
En 2012, la Guilde française des scénaristes signe un protocole d'accord sur les pratiques contractuelles entre scénaristes et producteurs de fiction avec deux syndicats de producteurs, l'Union syndicale de la production audiovisuelle (USPA) et le Syndicat des producteurs indépendants (SPI) sous l'égide de la Société des auteurs et compositeurs dramatiques (SACD). En 2017, elle signe les « accords transparence » stipulant qu'une œuvre est amortie dès sa diffusion et actant, dès lors, la rémunération proportionnelle des auteurs. Cet accord oblige les producteurs à adresser aux auteurs les comptes des œuvres écrites à partir de 2017. 
En 2017, la Guilde française des scénaristes passe un accord avec l'armée française pour faciliter les échanges avec ses adhérents qui souhaitent écrire des fictions sur un thème militaire. 
La Guilde française des scénaristes a pour vocation de « rassembler , protéger, défendre, et promouvoir les scénaristes d’œuvres audiovisuelles et cinématographiques pour leur permettre d’écrire des récits créatifs et inspirants dans les meilleures conditions de coopération possibles. » Elle dispose d'une permanence juridique avec une hotline ouverte à tous et publie régulièrement des fiches pratiques professionnelles. Elle est membre de la Fédération des scénaristes en Europe (FSE) et de l'International Affiliation of Writers Guilde (IAWG). En mai 2020, pendant la crise du Covid, elle propose aux artistes-auteurs des outils pour les guider dans leurs droits et leur protection sociale. 
La Guilde française des scénaristes est partie prenante des négociations interprofessionnelles en fiction télévisuelle, cinéma et animation, au côté des autres organisations d'auteurs, avec les syndicats de producteurs, sous l'égide du CNC et de la DGMIC. 
À la suite de ces négociations, un accord interprofessionnel pour la fiction télévisuelle est signé le 22 mars 2023 par la Guilde française des scénaristes, la Société des auteurs et compositeurs dramatiques (SACD), le Syndicat des producteurs indépendants (SPI) et l'Union syndicale de la production audiovisuelle (USPA). Il vise à mieux encadrer le travail entre auteurs et producteurs, instaurer un lexique de l'écriture de fiction, définir une rémunération minimale pour les ateliers d'écriture et associer les auteurs au succès de leurs oeuvres avec la mise en place d'un intéressement après amortissement. 
Un accord pour l'animation télévisuelle est signée le 15 juin 2023 par la Guilde française des scénaristes, les Auteurs Groupés de l'Animation Française (AGrAF), l'Union des Réalisateurs et Réalisatrices (U2R), la Société des auteurs et compositeurs dramatiques (SACD) et les syndicats de producteurs : AnimFrance et le Syndicat des Producteurs Indépendants (SPI),. Il permet notamment de cadrer les pratiques professionnelles avec un glossaire, une fiche généalogique de chaque projet, des valeurs minimales de rémunération par épisode, ainsi qu'une bonification pour les épisodes de développement. 
Le 14 juin 2023, la Guilde française des scénaristes appelle également les scénaristes français à soutenir la grève des scénaristes américains, démarrée début mai, par un rassemblement au Trocadéro. 

## Prix Jacques-Prévert du scénario
Entre 2007 et 2016, la Guilde française des scénaristes a créé et organisé le seul prix récompensant le scénario et remis par les scénaristes eux-mêmes. Chaque année, elle présélectionnait une dizaine de scénarios, divisés en catégorie scénario original et adaptation, et nommait chaque année un jury uniquement composé de scénaristes. Celui-ci choisit le meilleur scénario dans chaque catégorie. La récompense était remise tous les 4 février, date d'anniversaire de Jacques Prévert.

## Équipe
Chaque année, les adhérents de la Guilde française des scénaristes élisent un conseil d’administration pour un an, lors de son assemblée générale. Les nouveaux membres du conseil d’administration élisent ensuite le bureau syndical : 
- Présidente : Ghislaine Pujol
- Trésorier : Arthur Morin
- Secrétaire générale : Brigitte Leclef
- Vice-présidente du répertoire Animation : Zoé Guiet
- Vice-président du répertoire Cinéma : Jean-André Yerlès
- Vice-présidente du répertoire Fiction : Anna Fregonese